# Waldkirchen am Wesen
Waldkirchen am Wesen – gmina w Austrii, w kraju związkowym Górna Austria, w powiecie Schärding. Liczy 1178 mieszkańców.